# Rumori
Rumori (Tabataba) è un film del 1988, diretto da Raymond Rajaonarivelo, ispirato agli avvenimenti della rivolta del Madagascar del 1947.

## Trama
Un politico del partito indipendentista malgascio MDRM si reca in un villaggio per perorare la causa della liberazione del paese dalla dominazione francese, da ottenersi con mezzi pacifici, e parla con il maestro locale, Raomby. Più avanti un rappresentante della potenza dominante cerca di organizzare, nel villaggio, delle elezioni, per mandare rappresentanti malgasci all'Assemblea nazionale di Parigi, e si scontra con Raomby, che viene arrestato.
Gli abitanti del villaggio, diffidenti verso la possibilità di una soluzione elettorale, si preparano per la rivolta armata, per la quale sono tuttavia impreparati, poiché si dotano, oltre che di lance, di pezzi di legno sagomati a forma di fucile, a simiglianza dei fucili veri dei francesi, e sperano in un improbabile aiuto americano. Fra questi c'è il Lehidy, che parte, a dispetto ma con l'ammirazione del fratello minore Solo, ritenuto troppo giovane per guerreggiare, e nonostante gli avvertimenti contrari dell'anziana nonna, impartiti dalla sua sedia di antiquariato donatale da un generale francese tempo addietro, e sulla quale passa il suo tempo.
La prima azione è il tentativo di liberare Raomby, che non è coronato da successo, e si conclude con la morte del maestro, e con altre perdite da entrambe le parti. L'esercito francese, e la sua milizia coloniale dei Tirailleurs sénégalais, ha facilmente ragione dei rivoltosi, in vari focolai di guerriglia dove gli autoctoni rispondono a sassate alle mitragliatrici. Gli abitanti del villaggio, fra cui Solo e sua madre, che passeranno momenti difficili nella foresta, lasciano le loro abitazioni all'avvicinarsi del nemico. Solo la nonna rimane e si piazza sulla sua sedia sullo sterrato centrale dell'insediamento, quasi ad aspettare i francesi, che, quando arrivano, la trovano però morta.
Quando la popolazione non impegnata nella rivolta torna al villaggio, trova le forze della potenza coloniale che distribuiscono razioni alimentari ma nello stesso tempo danno fuoco alla casa del maestro. Il capitano francese annuncia l'avvenuta facile vittoria delle proprie truppe, e rende agli abitanti e ai prigionieri gli effetti personali dei caduti, fra cui il finto fucile di Lehidy. La madre di Solo e di Lehidy si siede sulla sedia della nonna.

## Riconoscimenti
- In occasione della prima proiezione assoluta avvenuta il 19 maggio 1988 al Festival di Cannes, dove era stato selezionato per la Quinzaine des Réalisateurs, il film ha ottenuto il premio del pubblico[2].
- Premio della giuria al Taormina Film Fest del 1988.
- Premio per l'opera prima alle Giornate cinematografiche di Cartagine, 1988.